# Вяхяля, Элина
Элина Вяхяля (фин. Elina Vähälä; род. 15 октября 1975, Айова-Сити, США) — финская скрипачка.

## Биография
Родилась в США, но с раннего детства росла в Финляндии, начала учиться игре на скрипке в трёхлетнем возрасте в Лахти. Затем училась в скрипичной школе города Кухмо, где среди её наставников были Зинаида Гилельс, Илья Груберт и Павел Верников. В 1999 году окончила Академию имени Сибелиуса по классу Туомаса Хаапанена. Занималась также в мастер-классе Аны Чумаченко.
Дебютировала с Симфоническим оркестром Лахти в возрасте 12 лет, затем руководитель оркестра Осмо Вянскя объявил её «молодым солистом года».
В 1999 году стала победителем на Международном прослушивании молодых концертных исполнителей в Нью-Йорке, в том же году состоялось первое дебютное выступление в Нью-Йорке, в культурном центре 92-й Ист-Стрит.
Помимо Финляндии и США выступала во многих европейских странах, совершила гастрольные туры по Китаю, Южной Корее, ЮАР. Первой в Скандинавии исполнила скрипичный концерт Джона Корильяно. Как ансамблист выступала, в частности, с Андрашем Адорьяном, Юрием Башметом, Иври Гитлисом, Стивеном Иссерлисом, Жан-Ивом Тибоде, Франсом Хельмерсоном.
В 2008 году выступала на вручении Нобелевской премии мира, трансляция церемонии велась по всему миру.
В 2009—2012 гг. профессор Детмольдской Высшей школы музыки, в 2012—2019 гг. — Высшей школы музыки Карлсруэ, с 2019 года работает профессором в Венском университете музыки и искусства. Кроме того, Вяхяля является одним из основателей Академии скрипки (фин. Viuluakatemia Ry) в Финляндии.

## Скрипка
Элина Вяхяля обладает скрипкой мастера Джованни Баттисты Гваданьини 1780 года выпуска.